# Kabalebo
Kabalebo – okręg w Surinamie, w dystrykcie Sipaliwini. W 2012 roku liczył 2291 mieszkańców.